# 瀬戸市立萩山小学校
瀬戸市立萩山小学校（せとしりつ はぎやましょうがっこう）は、愛知県瀬戸市にある公立小学校。

## 概要
- 菱野台3丁目、萩山台1-9丁目が校区であり、公立中学校の進学先は瀬戸市立光陵中学校である[1][2]。
- 愛知県営菱野団地の一画（萩山台）の小学校である。菱野団地には当初から小学校の設置が計画されており、原山小学校（原山台）、萩山小学校（萩山台）、八幡小学校（八幡台）の3つの小学校が設置されている。
- 瀬戸市立瀬戸特別支援学校小学部を併設している。

## 沿革
- 1973年（昭和48年）
  - 4月1日 - 瀬戸市立原山小学校から分離し、開校。
  - 4月3日 - 開校式を行う。
- 1974年（昭和49年）9月 - 瀬戸市立八幡小学校を分離する。
- 1977年（昭和52年）3月 - 校舎を増築する。
- 1978年（昭和53年）4月 - 体育館が完成する。
- 1983年（昭和58年）7月 - プールが完成する。
- 2010年（平成22年）4月 - 校舎1階に瀬戸市立瀬戸養護学校（現・瀬戸市立瀬戸特別支援学校）を併設する。
- 2026年（令和8年）3月31日に、原山小学校と一緒に八幡小学校に統合される予定。
- 2028年（令和10年）度に、光陵中学校にある瀬戸市立特別支援学校の中等部・高等部が萩山小学校跡に移転する予定。

## 交通アクセス
- 愛知環状鉄道線瀬戸口駅下車、徒歩約30分。
- 名鉄バス東山線「せと在宅福祉センター前」より徒歩約3分。

瀬戸駅前【16系統】【16H系統】【17H系統】菱野団地方面行き。

## 周辺施設
- 愛知県立瀬戸西高等学校
- 聖霊中学校・高等学校
- 瀬戸市立光陵中学校（瀬戸市立瀬戸特別支援学校光陵校舎を併設）
- 瀬戸市立水無瀬中学校
- 瀬戸市立原山小学校
- 瀬戸市立八幡小学校
- 萩野保育園
- 菱野幼稚園
- 瀬戸信用金庫菱野支店
- 瀬戸菱野郵便局